# Киянка (інструмент)

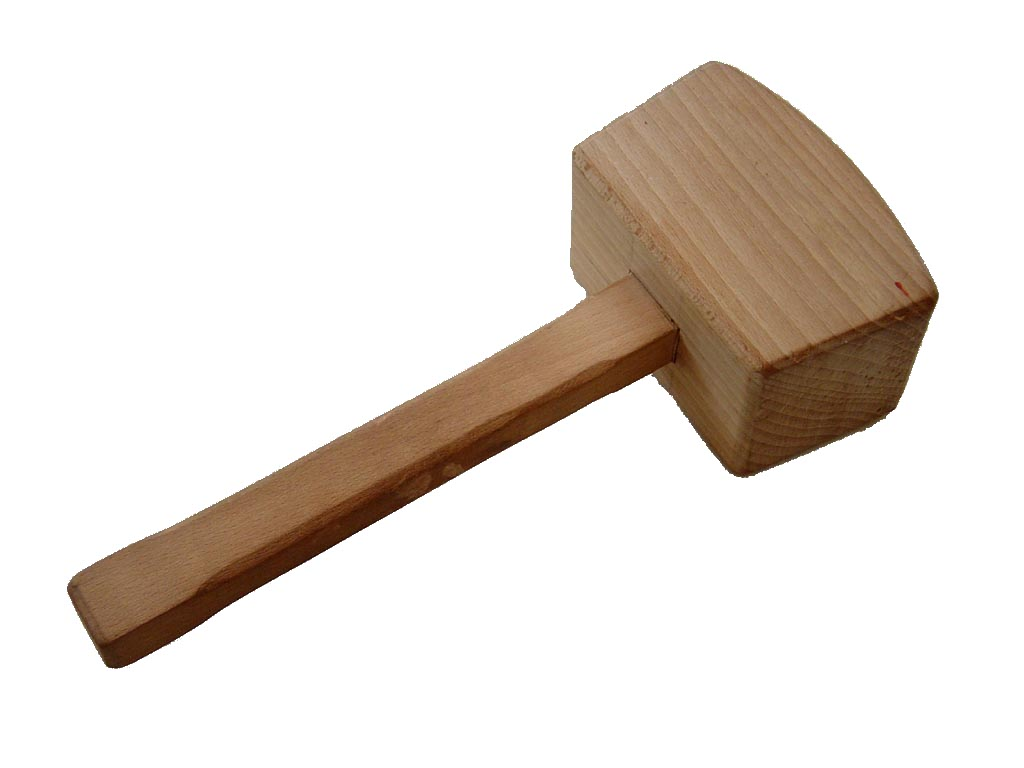
Дерев'яна столярна киянка

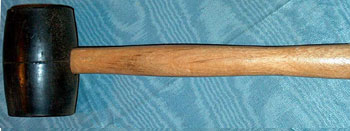
Гумова киянка

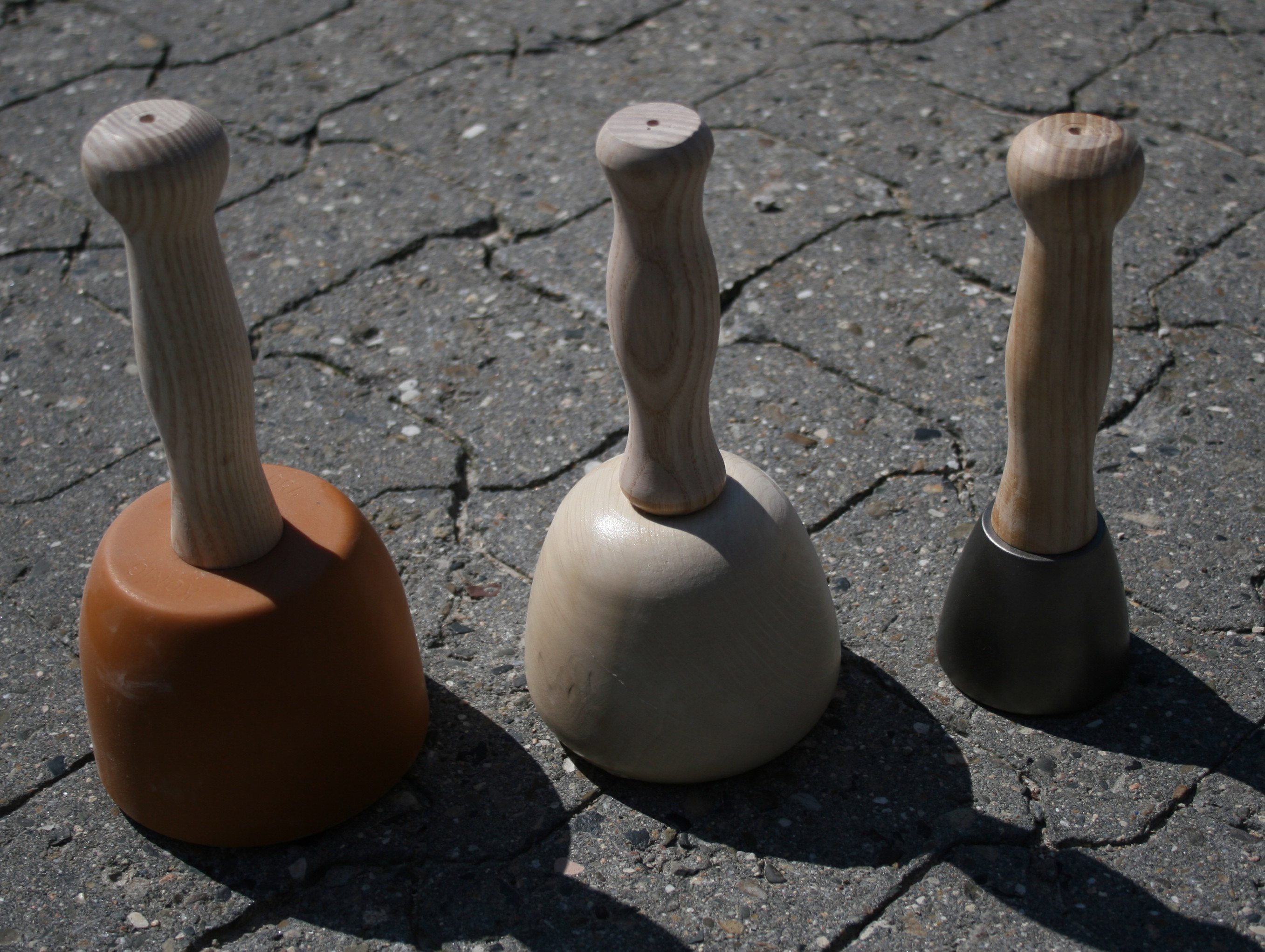
Киянки-довбні

Кия́нка (зменшувальне від «киян» < «кий») — столярний молоток із деревини твердих порід, поліуретану або гуми.
Киянка використовується для роботи з долотами й стамесками, руків'я яких мають обжимне кільце. Використання киянки оберігає держак ріжучих інструментів від пошкоджень.

## Прості типи киянок
Киянка дерев'яна — використовується під час складання, демонтажу та формуванні різних матеріалів і конструкцій
Киянка гумова з дерев'яною або металічною ручкою — використовується для роботи з м'якими матеріалами.
Киянка-довбня — з ручкою, розташованою в поздовжній осі інструмента.

## Киянки спеціальні
Дерев'яні киянки використовуються у виробництві керамічних виробів при одержанні формовочної маси на перших стадіях обробки сировини — відбивки глиняної маси, метою якої є видалення бульбашок повітря, які потрапили в масу при перемішуванні її.
Столярна киянка — застосовується при довбальних роботах, виконуваних долотом і стамескою, а також для вибивання різців при налаштуванні стругальних інструментів.
Киянка слюсарна — застосовується для виправлення листового металу, а також для фальцювання (з'єднання частин деталей) в різних виробах з листового металу. Вона відрізняється від киянки столярної простішою формою як бойка, так і ручки. Має прямокутну форму в середньому 40х150х250 мм і ручку довжиною 400—450 мм.
Киянка токарна — застосовується для тієї ж цілі, як і киянка слюсарна, але відрізняється від неї за способом виготовлення: як бойок, так і ручка виточуються на токарному верстаті.
На флоті киянки використовуються для робіт з дротяними тросами. При роботах з рослинними тросами використовують мушкелі — киянки з круглим бойком і короткою ручкою, і півмушкелі — мушкелі з виїмкою у верхній частині.

## Цікаві факти
- В епоху вітрильного флоту киянка була одним з основних інструментів суднового лікаря, її застосовували як «наркотичний та знеболювальний» засіб, б'ючи пацієнта по голові[4]. Називався такий наркоз «наркоз Рауша»[джерело?] — на тім'я пацієнту клали дощечку і били по ній дерев'яним молотком.